# Primo Baran
Primo Baran, född 1 april 1943 i Treviso, är en italiensk före detta roddare.
Baran blev olympisk guldmedaljör i tvåa med styrman vid sommarspelen 1968 i Mexico City.